# 约恩·弗兰岑
约恩·弗兰岑（丹麥語：Jørgen Frantzen，1935年5月9日—2020年1月10日），丹麦男子赛艇运动员。他曾代表丹麦参加1952年夏季奥林匹克运动会赛艇比赛，获得男子双人单桨有舵手铜牌。